# Bahnhof Opole Główne

Der Bahnhof Opole Główne (deutsch: Oppeln Hauptbahnhof) ist der größte Bahnhof der Stadt Opole in Polen. Er ist einer der größten und wichtigsten Bahnhöfe in der Woiwodschaft Oppeln. Er befindet sich am Bahnhofsplatz in direkter Nachbarschaft zum Oppelner Hauptpostgebäude.

## Geschichte
Die erste Bahnverbindung in Oppeln wurde am 29. Mai 1843 eröffnet und führte von Oppeln nach Breslau. Diese Strecke endete aber zunächst im Oppelner Vorort Sczepanowitz, da es noch keine geeignete Brücke über die Oder gab. Ab 1844 verkehrten die Bahnen zwischen Breslau und Oppeln dreimal am Tag. Nachdem 1845 eine Brücke über den Fluss gezogen wurde, erreichte die Bahn den heutigen Standort des Bahnhofes. Dieser lag aber recht außerhalb der Stadt inmitten von Feldern.
Ein erstes Bahnhofsgebäude wurde um 1860 gebaut. Das heutige Gebäude stammt aus dem Jahr 1899; die Fassade vereinigt mehrere unterschiedliche Baustile. Im Innenraum ist die Schalterhalle in der ursprünglichen Form erhalten geblieben.

## Galerie

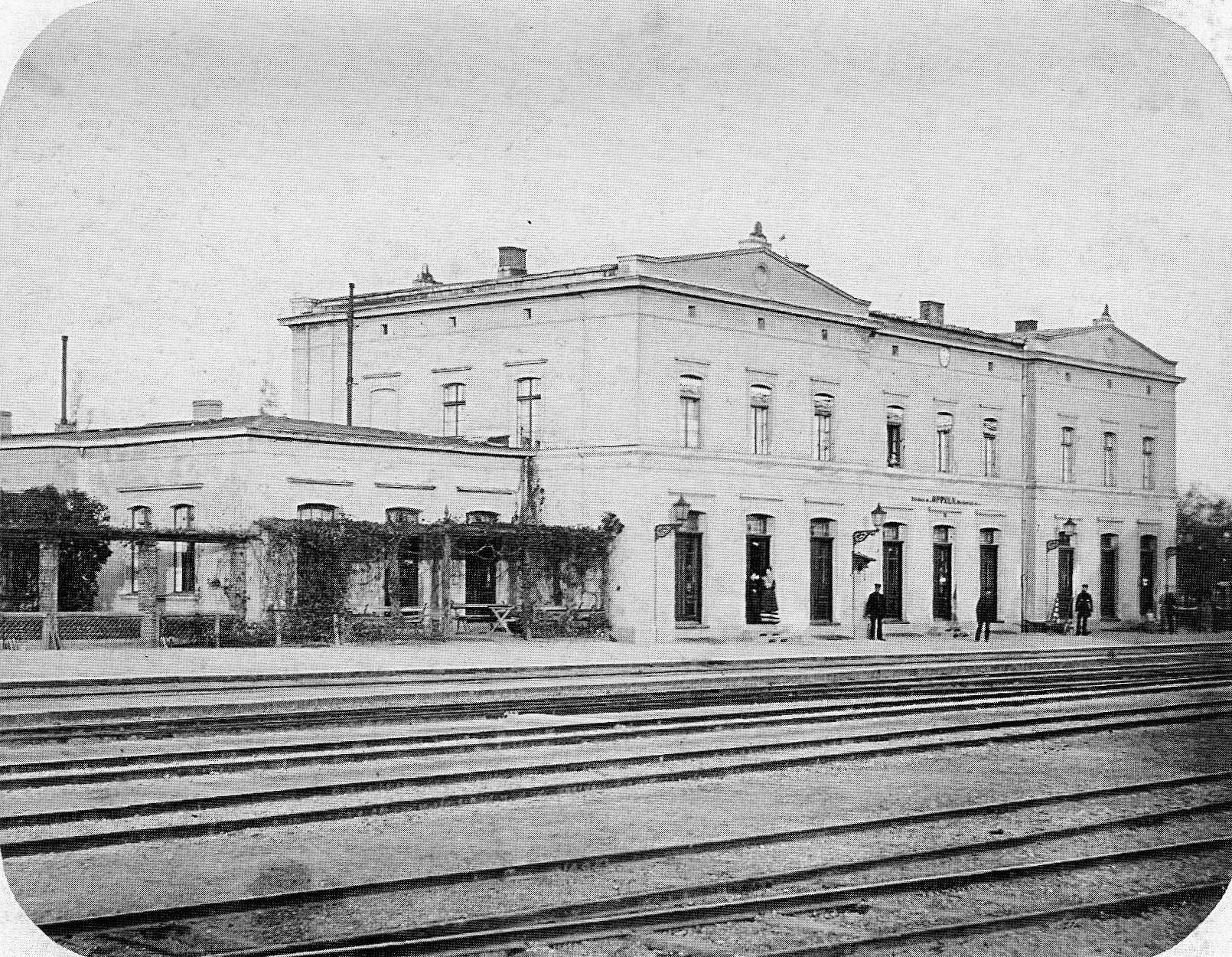
Das alte Bahnhofsgebäude von 1860
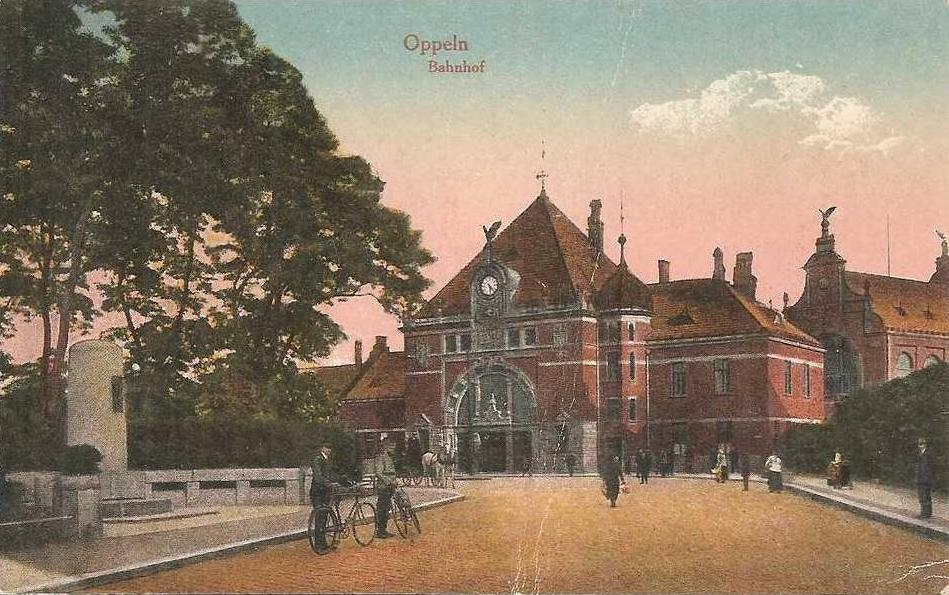
Alte Ansicht von 1911 mit Bismarckdenkmal
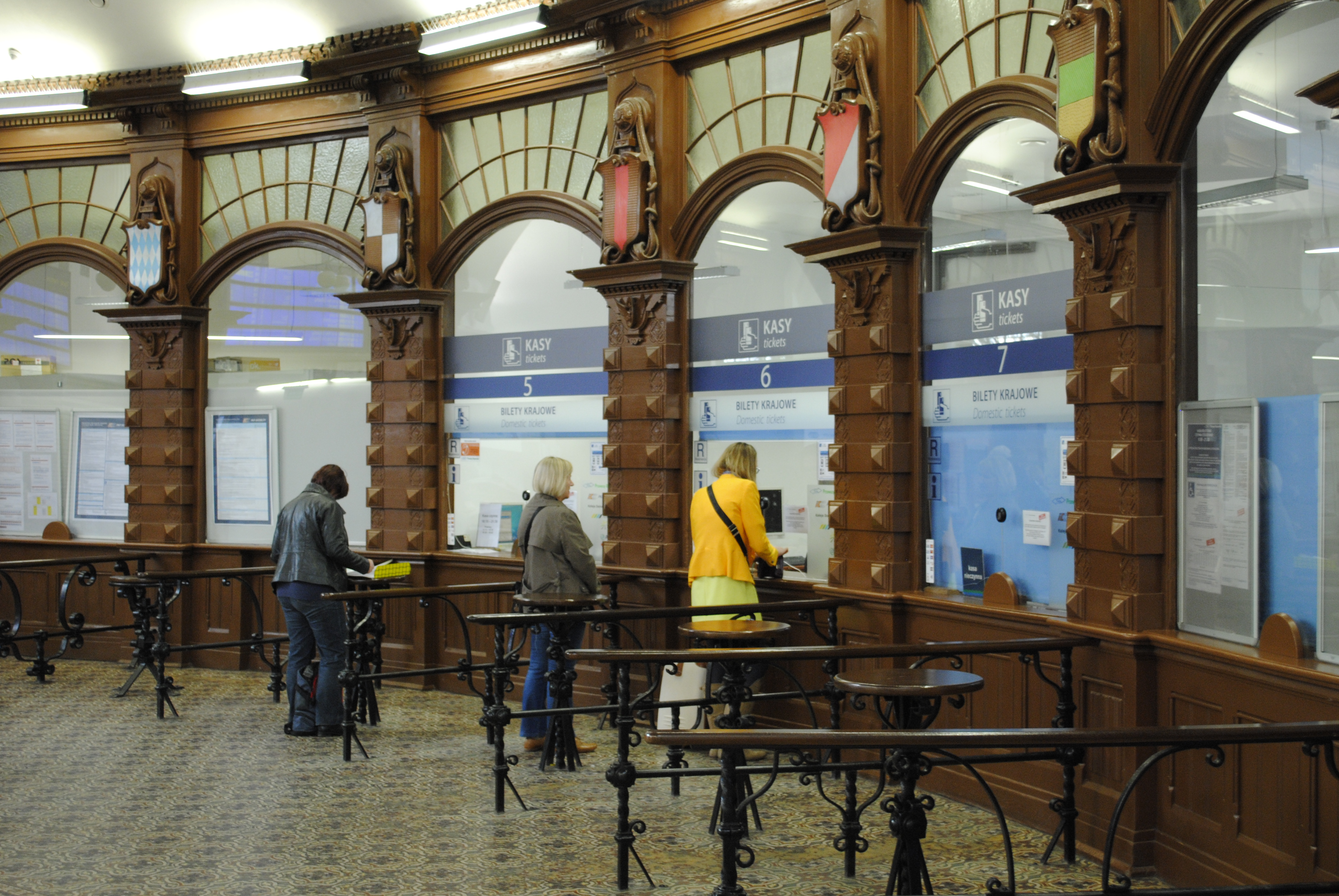
Die Schalteranlage
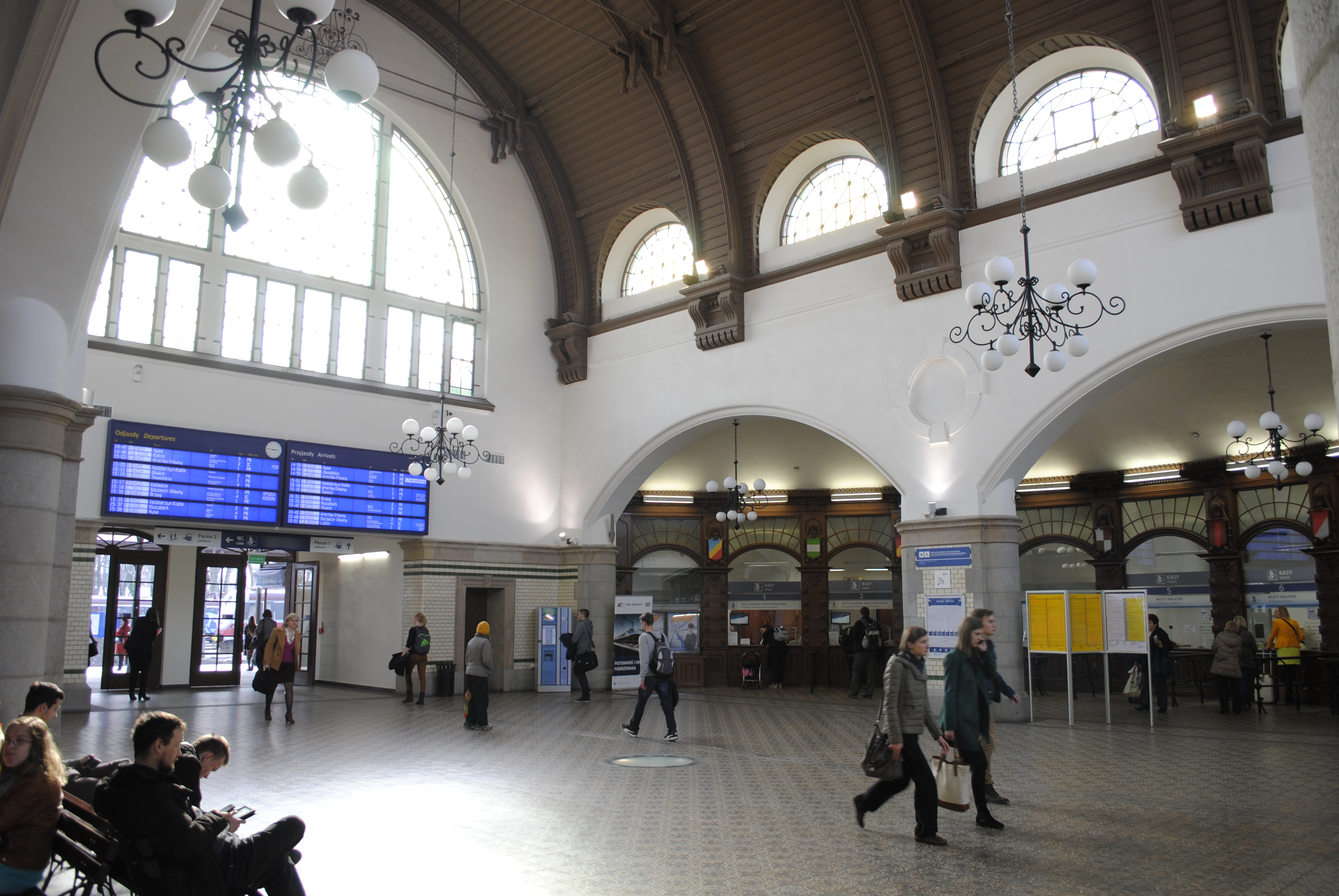
Der Innenraum
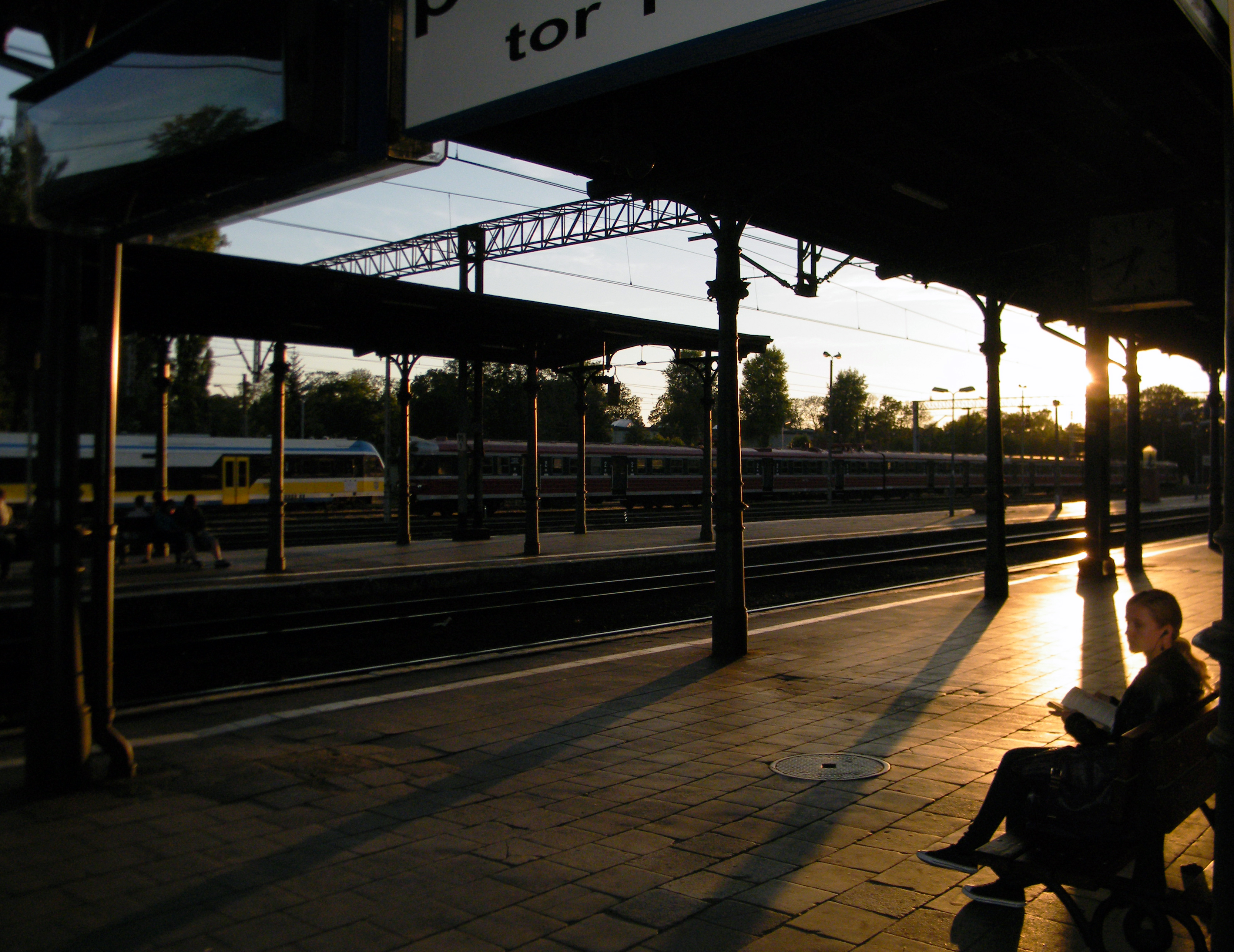
Bahnsteige